# مطيعة (اسم)
مطيعة هو اسم علم مؤنث من أصل عربي، ومعناه هو من الفعل أدرك، الفاهمة، المتفهمة، المصيبة، المتبصرة في الأمور والمسائل.

## وصلات خارجية
- موسوعة السلطان قابوس لأسماء العرب